# Aargau
Aargau  (francouzsky Argovie, italsky Argovia, rétorománsky Argovia) je kanton na severu Švýcarska. Úředním jazykem je němčina. Jeho hlavním městem je Aarau. Aargau zaujímá severovýchodní část Švýcarské plošiny s dolním tokem řeky Aary, od níž je odvozen jeho název.

## Geografie

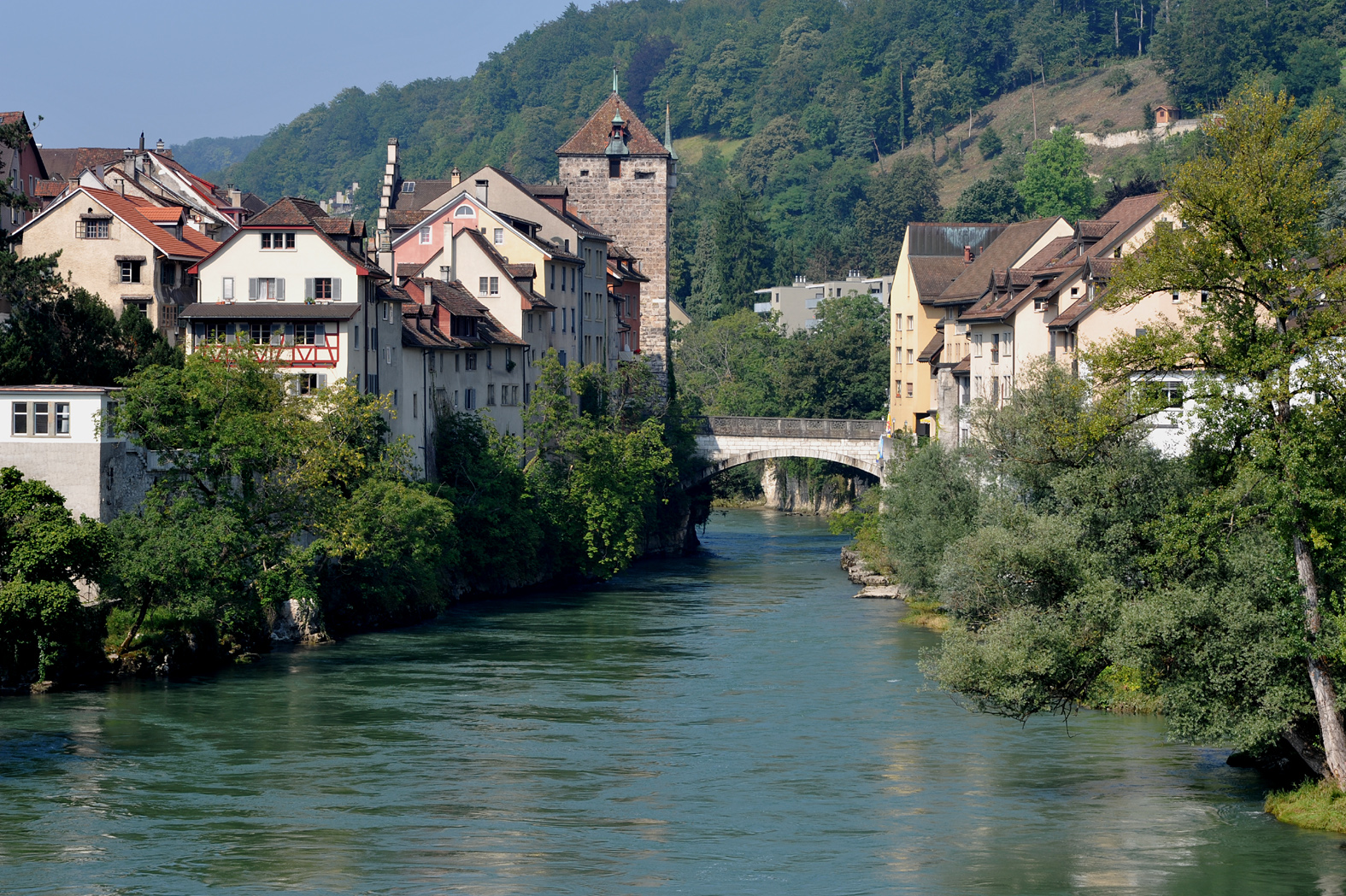
Řeka Aara v Bruggu

Aargau se nachází na severu Švýcarska, na Švýcarské plošině a na východním úpatí Jury. Název kantonu je odvozen od řeky Aary. Na severu je ohraničen Rýnem, hraničí tedy s německou spolkovou zemí Bádensko-Württembersko, na východě s kantonem Curych, na jihu s kantony Lucern a Zug a na západě s kantony Bern, Solothurn a Basilej-venkov.
Aargau má rozmanitou přírodní strukturu. Severní část kantonu se utvářela v důsledku vzniku pohoří Jura, zatímco jižní část, která se nachází na Švýcarské plošině, byla formována ledovcovými pohyby v dobách ledových. Doba Ris, která dosáhla svého vrcholu asi před 140 000 lety, pokrývala téměř celé území dnešního kantonu, s výjimkou západního údolí Fricktal v okolí Rheinfeldenu a několika vrcholů Jury, které se vynořily z ledového moře.
Během würmské doby ledové bylo zalednění mnohem menší (ledem byla pokryta pouze jihovýchodní část území kantonu), ale zanechalo v krajině trvalé stopy. Ledovce Linth a Reuss, které dosáhly největší tloušťky asi před 20 000 lety, po sobě zanechaly četné bludné balvany, které byly přeneseny z alpské oblasti do nížiny. Někdejší rozsah těchto ledovců je dosud dobře patrný na terminálních morénách u Killwangenu, Mellingenu, Othmarsingenu, Seonu, Staffelbachu, Würenlosu a Zetzwilu. Horniny, které zůstaly v moréně Seon, přehradily jezero Hallwil, které bylo na konci doby ledové asi dvakrát větší než dnes a během několika tisíc let se zmenšilo na současnou velikost tím, že se bývalá jezerní pánev zaplnila sedimenty. Řeky v údolích před ledovci uložily rozsáhlá štěrková pole, která jsou důležitými vodonosnými vrstvami.
Povrch je velmi rozmanitý. Zvlněná a zalesněná kopcovitá krajina střídající se s úrodnými údolími, odvodňovanými především řekou Aarou a jejími přítoky, je pro Aargau charakteristická.
Nejvyšší bod kantonu se nachází na hřebeni Geissflue v nadmořské výšce 908 m.

### Vodstvo
Zvláštností kantonu Aargau je spojení velkých švýcarských řek, které se prostřednictvím Rýna vlévají do Severního moře. Rýn tvoří severní hranici kantonu a zároveň státní hranici s Německem. Aara se vlévá do Rýna u Koblenze, pouhých dvanáct kilometrů po spojení největších řek švýcarského středohoří v údolí Wasserschloss. Krátce po sobě se do řeky Aary vlévají řeky Reuss a Limmat ve čtvrti Vogelsang v Gebenstorfu. Limmat přitéká z jihovýchodu a přivádí vodu z jezera Reppisch a Egel, Reuss z jihu. Řeka Aara, která tvoří hranici s kantonem Solothurn mezi Murgenthalem a Aarburgem, se vlévá do Wiggeru, Suhre a Aabachu, než se krátce za Bruggem dostane k Wasserschloss. Díky řekám Limmat, Reuss, Aare a Rýn protéká Aargau voda z 24 kantonů (jedinými výjimkami jsou kantony Ženeva a Basilej-město).

## Historie

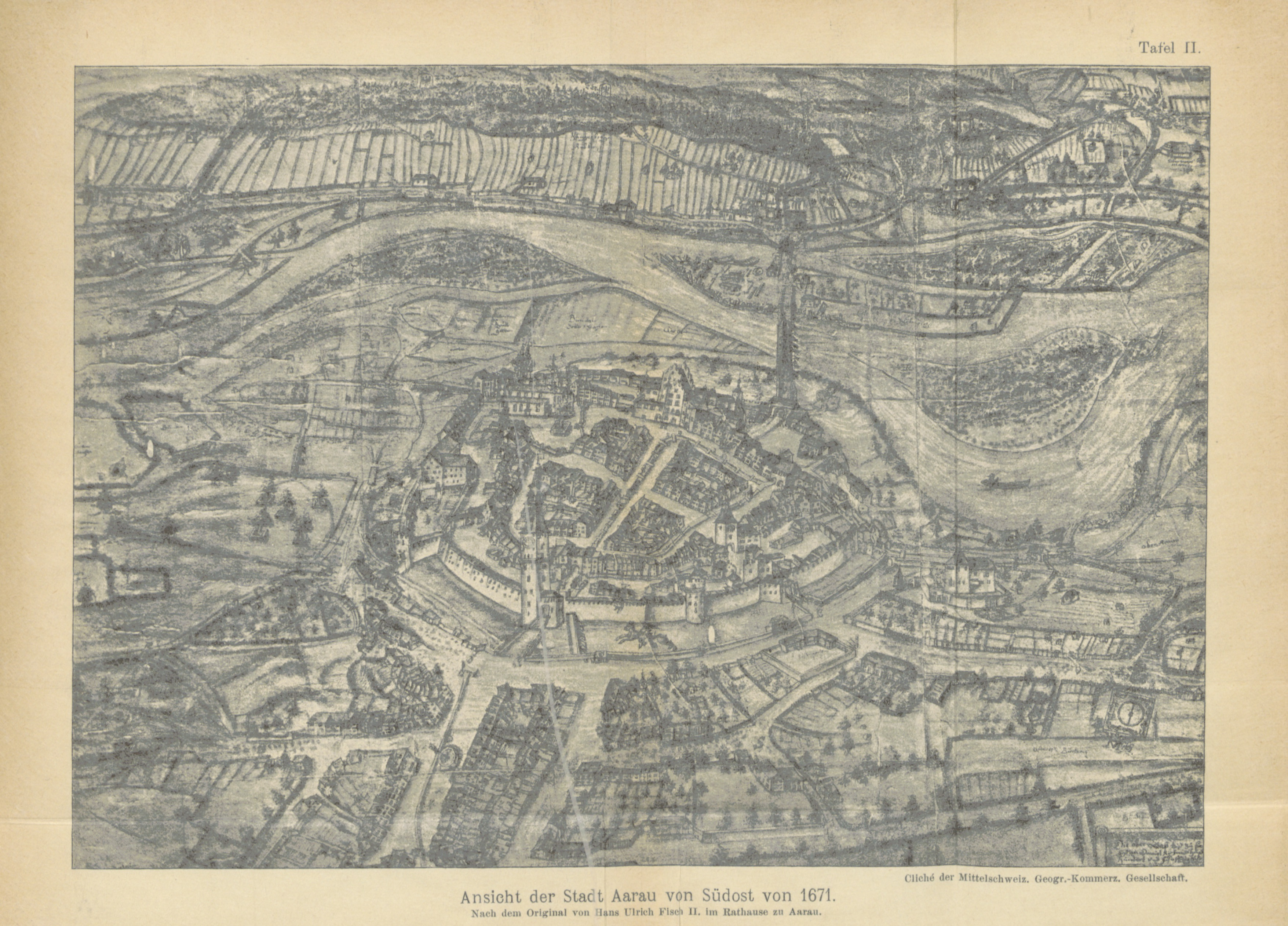
Aarau (1671)

Území dnešního kantonu Aargau bylo osídleno Alamany již v 5. století. V 6. století patřilo k Franské říši a jméno Aargau se poprvé objevuje v roce 763. Ve 14. století připadlo Horní Aargau Bernu.
Ve středověku patřilo Dolní Aargau, oblast dnešního kantonu Aargau, postupně hrabatům z Lenzburgu, hrabatům z Kyburgu a Habsburkům. V roce 1415 jej dobyli konfederáti; politickým pozadím bylo napětí mezi králem Zikmundem Lucemburským a rakouským vévodou Fridrichem IV., které vedlo k jeho vyhnání a na jehož základě vyzval Zikmund okolní mocnosti, aby obsadily vévodovy země, k nimž patřilo i Aargau. Dolní Aargau na západě se stalo jediným poddaným Bernu (tzv. bernské Aargau). Na východě vznikla oblast Kelleramt, spravovaná pouze Curychem, a také svobodné úřady a hrabství Baden, které byly společnými panstvími (společně spravovanými územími) konfederace. Sever kantonu, známý jako Fricktal, však dlouho patřil Habsburkům jako součást regionu Breisgau, jenž byl součástí Předních Rakous.
V roce 1798 dobyli Aargau Francouzi a Aarau se dokonce na šest měsíců stalo hlavním městem Helvétské republiky (a tedy prvním hlavním městem Švýcarska). Vznikly tři kantony:
- Kanton Aargau (dnešní okresy Aarau, Brugg, Kulm, Lenzburg a Zofingen).
- Kanton Baden (dnešní okresy Baden, Bremgarten, Muri a Zurzach)
- Kanton Fricktal (dnešní okresy Laufenburg a Rheinfelden; dříve patřil v rámci habsburských Předních Rakous k Breisgau)

Dnešní kanton vznikl v roce 1803 na základě zprostředkovatelského zákona Napoleona Bonaparta ze tří kantonů Aargau, Baden a Fricktal. Část poddanského území Curychu v údolí Limmat však zůstala Curychu a úřad Hitzkirch Lucernu. Výměnou byly k novému kantonu připojeny bernský okres Aarburg a lucernský okres Merenschwand. Tyto různé oblasti se stále výrazně liší ekonomickou strukturou, vyznáním a politickou orientací.
Po restauraci v roce 1815 byl mladý kanton zachován, ale pod dominantním vlivem amtsbürgermeistera (předsedy vládní rady) Johannese Herzoga získával stále více aristokratických rysů. Tzv. „Freiämtersturm“, přesun katolické opozice do hlavního města Aarau, ukončil tuto etapu v prosinci 1830 a umožnil vytvoření ústavy s rozšířenými lidovými právy. Kanton Aargau patřil po roce 1831 k liberálním kantonům a útočiště zde našlo mnoho demokratických uprchlíků z Německa. Spor o kláštery v Aargau v letech 1841/43, kdy kanton nejprve zrušil všechny kláštery, ale poté znovu přijal ženské kláštery (např. klášter Fahr), byl jednou z příčin války v roce 1847, která vyústila ve vznik moderního švýcarského spolkového státu.

## Obyvatelstvo

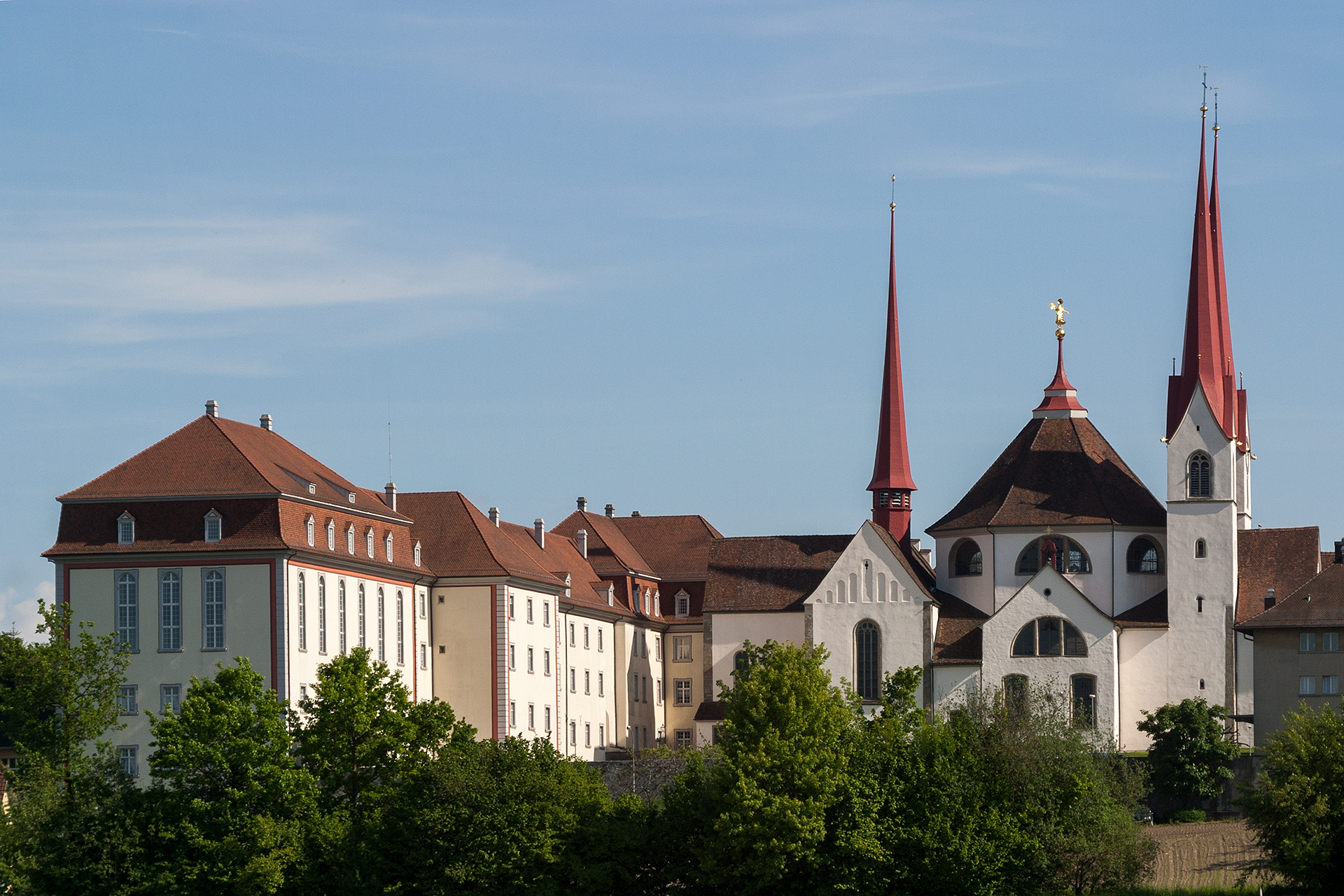
Klášter Muri

K 31. prosinci 2021 žilo v kantonu Aargau 703 086 obyvatel. Hustota zalidnění 501 obyvatel na km² je výrazně nad švýcarským průměrem (212 obyvatel na km²). Podíl cizinců (obyvatel přihlášených k trvalému pobytu, avšak bez švýcarského občanství) činil k 31. prosinci 2019 25,3 %, tedy stejně na celostátní úrovni. V roce 2020 činila míra nezaměstnanosti 3,4 %, zatímco na spolkové úrovni 2,8 %.
| Vývoj počtu obyvatel | Vývoj počtu obyvatel | Vývoj počtu obyvatel | Vývoj počtu obyvatel | Vývoj počtu obyvatel | Vývoj počtu obyvatel | Vývoj počtu obyvatel | Vývoj počtu obyvatel | Vývoj počtu obyvatel | Vývoj počtu obyvatel | Vývoj počtu obyvatel | Vývoj počtu obyvatel | Vývoj počtu obyvatel | Vývoj počtu obyvatel | Vývoj počtu obyvatel | Vývoj počtu obyvatel | Vývoj počtu obyvatel | Vývoj počtu obyvatel | Vývoj počtu obyvatel | Vývoj počtu obyvatel |
| -------------------- | -------------------- | -------------------- | -------------------- | -------------------- | -------------------- | -------------------- | -------------------- | -------------------- | -------------------- | -------------------- | -------------------- | -------------------- | -------------------- | -------------------- | -------------------- | -------------------- | -------------------- | -------------------- | -------------------- |
| Rok                  | 1850                 | 1860                 | 1870                 | 1880                 | 1888                 | 1900                 | 1910                 | 1920                 | 1930                 | 1941                 | 1950                 | 1960                 | 1970                 | 1980                 | 1990                 | 2000                 | 2010                 | 2020                 |                      |
| Počet obyvatel       | 199 852              | 194 208              | 198 718              | 198 357              | 193 580              | 206 498              | 230 634              | 240 776              | 259 644              | 270 463              | 300 782              | 360 940              | 433 284              | 453 442              | 496 280              | 544 306              | 608 299              | 694 072              |                      |

### Jazyky
Úředním jazykem kantonu je němčina. Dle statistiky z roku 2019 převážná většina obyvatel hovoří právě německy (86,4 %); dalšími uvedenými jazyky pak byly angličtina (5,5 %) a italština (5,1 %).

### Náboženství
Kanton Aargau je vzhledem k historickému pozadí konfesně smíšený. Při celkovém počtu 694 060 obyvatel se v kantonu Aargau k 31. prosinci 2020 hlásilo 205 652 obyvatel (29,6 %) k římskokatolické církvi, 152 740 obyvatel (22,0 %) k evangelické reformované církvi, 2 770 obyvatel (0,4 %) ke kristokatolické církvi a 48,0 % bylo bez vyznání, patřilo k jinému vyznání nebo se nevyjádřilo.
V kantonu Aargau se také mimo jiné nachází významný benediktinský klášter Muri.

## Politika

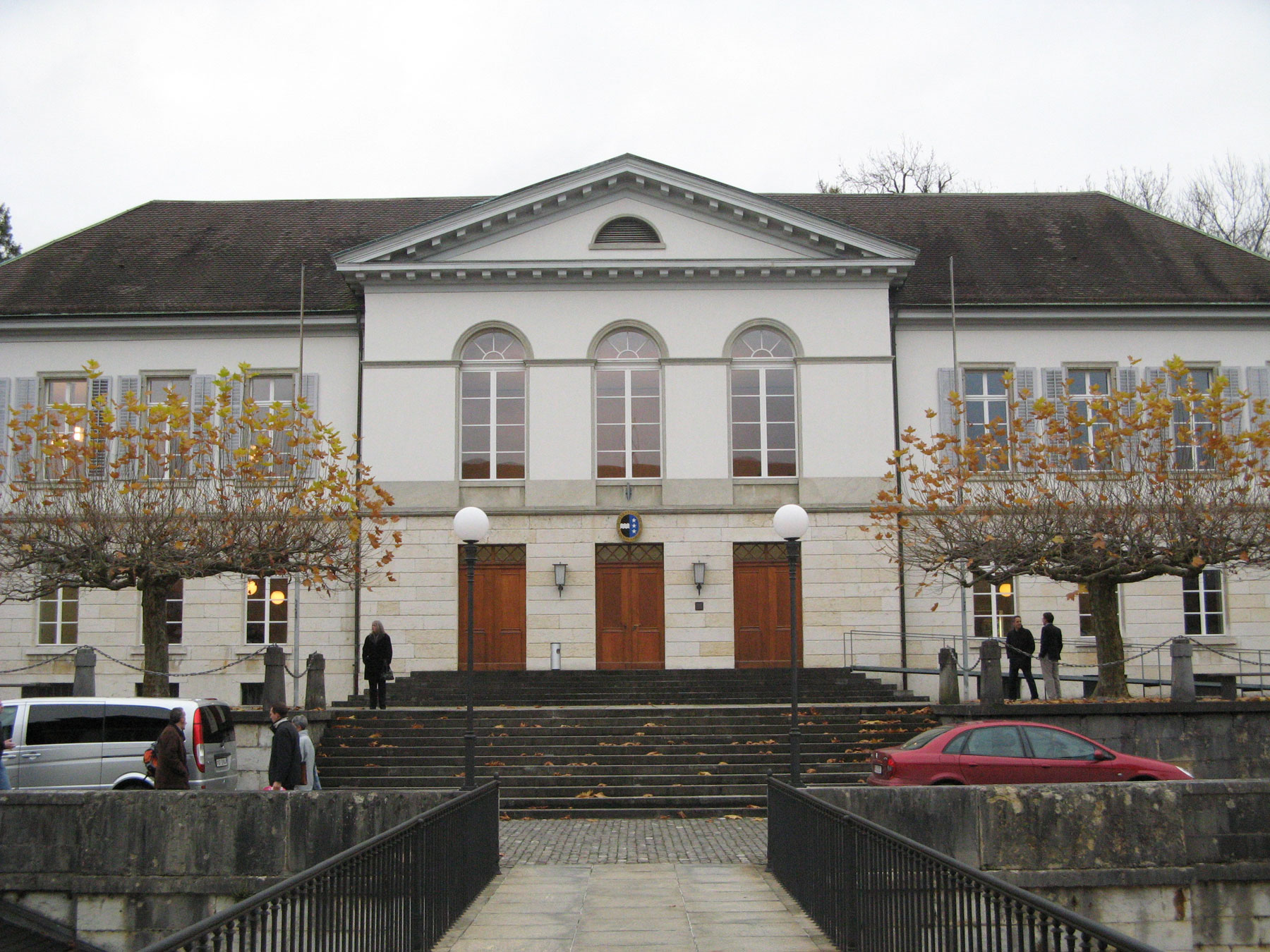
Budova parlamentu v Aarau

Současná kantonální ústava pochází z roku 1980 (s pozdějšími změnami).

### Legislativa
Zákonodárným orgánem je Velká rada (německy Grosser Rat), která se skládá ze 140 (do roku 2005 ještě 200) členů volených občany na základě poměrného zastoupení na pevné čtyřleté funkční období.
Od roku 2005 byly mandáty rozděleny mezi okresy takto: Aarau (16), Baden (30), Bremgarten (16), Brugg (11), Kulm (9), Laufenburg (6), Lenzburg (12), Muri (7), Rheinfelden (10), Zofingen (15) a Zurzach (8). V roce 2009 byl v Aargau poprvé použit také volební postup dvojího poměrného rozdělení, z něhož podle očekávání těžily menší strany.
Kromě toho se lidé přímo podílejí na tvorbě právních předpisů: změny ústavy a zákony, které nebyly přijaty Velkou radou nadpoloviční většinou, podléhají povinnému referendu; ostatní zákony musí být podrobeny referendu, pokud o to požádá 3000 voličů (fakultativní referendum). Kromě toho může 3 000 voličů navrhnout změnu ústavy nebo zákona, případně zákon vůbec (lidová iniciativa).

### Vláda
Řídícím a nejvyšším výkonným orgánem kantonu Aargau je Vládní rada (Regierungsrat), která se skládá z pěti členů volených většinou hlasů obyvatel na čtyřleté volební období. Předsedou vládní rady je Landammann, volený velkou radou vždy na jeden rok z řad členů vládní rady; podle stejných ustanovení je jmenován i jeho zástupce, Landstatthalter.

### Soudnictví
Nejvyšším kantonálním soudem je Nejvyšší soud se sídlem v Aarau. Soudy prvního stupně s regionální působností jsou okresní soudy a soudy pro mladistvé. Smírčí soudci, kteří mají především zprostředkovatelskou funkci, mají obecní působnost. Kromě toho existují zvláštní soudy.
Správní soudnictví vykonává v zásadě správní soud a pojišťovací soud.

### Správní členění

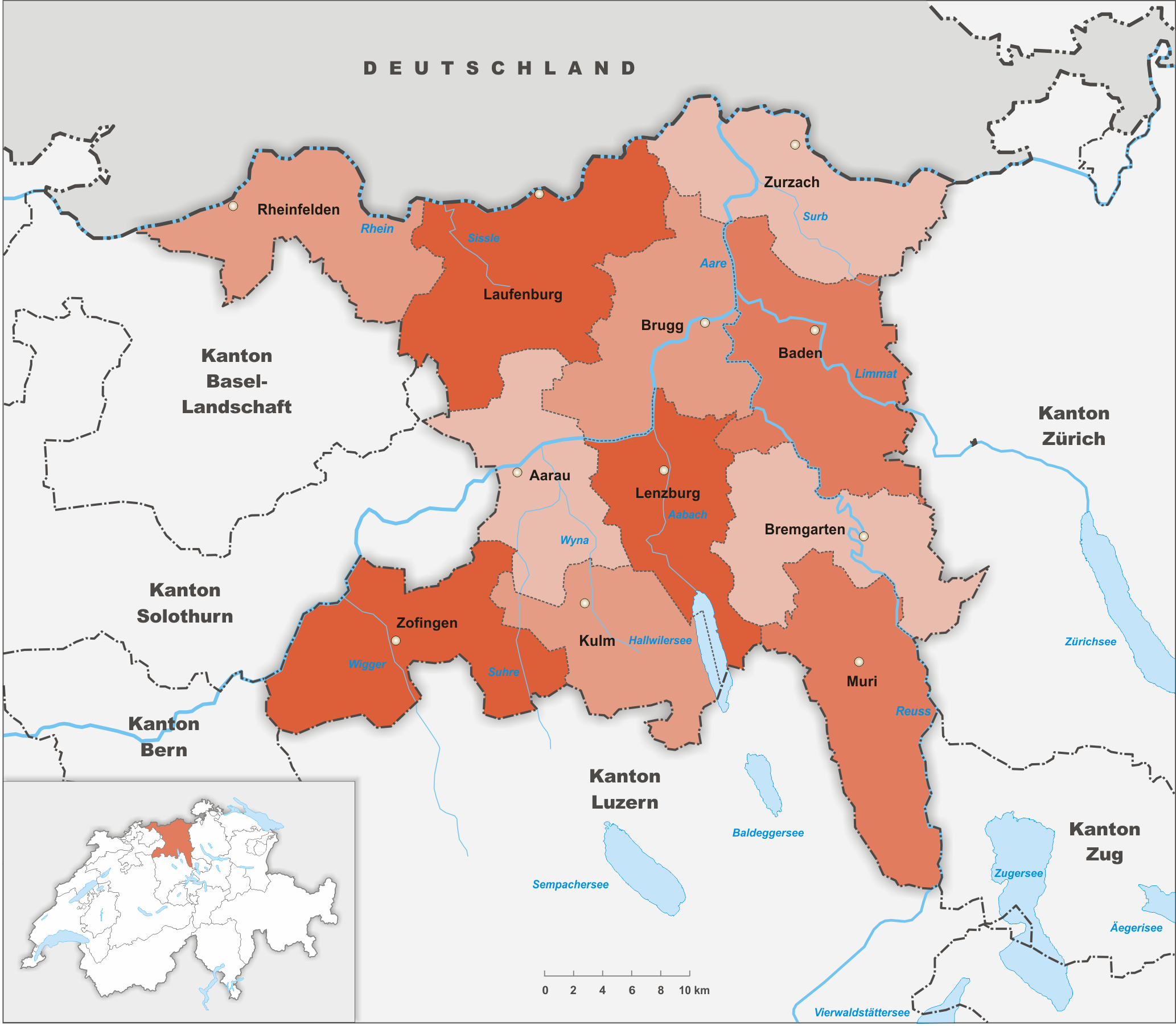
Mapa okresů kantonu Aargau

Kanton Aargau se dělí na jedenáct okresů (počet obyvatel k 31. 12. 2020):
| Okres       | Počet obyvatel | Rozloha (km²) | Hlavní město | Počet obcí |
| ----------- | -------------- | ------------- | ------------ | ---------- |
| Aarau       | 80 309         | 104,49        | Aarau        | 12         |
| Baden       | 146 064        | 153,09        | Baden        | 26         |
| Bremgarten  | 79 366         | 117,47        | Bremgarten   | 22         |
| Brugg       | 50 308         | 130,08        | Brugg        | 25         |
| Kulm        | 42 878         | 97,27         | Unterkulm    | 17         |
| Laufenburg  | 35 013         | 171,77        | Laufenburg   | 18         |
| Lenzburg    | 65 707         | 98,10         | Lenzburg     | 20         |
| Muri        | 37 379         | 138,95        | Muri         | 19         |
| Rheinfelden | 48 164         | 111,86        | Rheinfelden  | 14         |
| Zofingen    | 73 843         | 142,01        | Zofingen     | 18         |
| Zurzach     | 35 041         | 130,01        | Bad Zurzach  | 22         |
| Celkem (11) | 694 072        | 1403,80       | Aarau        |            |

#### Obce
K 1. lednu 2023 se v kantonu Aargau nachází 198 samostatných politických obcí. Níže jsou uvedeny politické obce s více než 10 000 obyvateli k 31. prosinci 2020:
| Obec                 | Počet obyvatel |
| -------------------- | -------------- |
| Aarau (hlavní město) | 21 726         |
| Wettingen            | 21 099         |
| Baden                | 19 621         |
| Wohlen               | 16 881         |
| Oftringen            | 14 455         |
| Rheinfelden          | 13 551         |
| Brugg                | 12 738         |
| Spreitenbach         | 12 126         |
| Zofingen             | 12 104         |
| Möhlin               | 11 088         |
| Lenzburg             | 11 024         |
| Suhr                 | 10 724         |

## Hospodářství

Logo kantonu

Celé hospodářství Aargau se vyznačuje vyváženou skladbou odvětví a v těžších dobách těží z velkého podílu malých a středních podniků, které pomalu, ale stabilně rostou. Aargau je největší průmyslový kanton ve Švýcarsku. 34 % zaměstnanců pracuje v průmyslu (švýcarský průměr činí 24 %). Zastoupen je zejména chemický průmysl, přesná mechanika a elektroprůmysl. V roce 2018 činil v Aargau hrubý domácí produkt (HDP) na obyvatele 64 996 švýcarských franků.
Průmysl Aargau je silně orientován na export do zahraničí. Přibližně 25 % vývozu směřuje do Německa, dalšími odběrateli jsou Spojené státy a Velká Británie se sedmi, resp. pěti procenty. Nejvýznamnějšími exportními odvětvími jsou strojírenství, elektrotechnický průmysl a vědy o živé přírodě. Mezi známé společnosti v Aargau patří ABB, Novartis, General Electric, Johnson & Johnson, Rockwell Automation a Franke.
Důležité je také zemědělství, zejména pěstování obilí, kukuřice a dalších plodin, a také mlékárenství. V roce 2020 obhospodařovalo 11,5 % zemědělské půdy kantonu ekologicky 303 zemědělských podniků.

## Zajímavosti
Najdeme zde slavné sirné prameny Baden a Schinznach, v Rheinfeldenu jsou rozšířené solné prameny.
Jednou z regionálních specialit kantonu Aargau je Bundesrat Schaffner Torte, dort z piškotu, sněhových pusinek, šlehačky a pálenky Kirsch.